# Amy Dahan
Pour les articles homonymes, voir Dahan.
Amy Dahan est une mathématicienne et historienne des sciences française, directrice de recherche émérite au CNRS.

## Biographie
Après un cursus à l'université Paris-XIII où elle obtient en 1979 un doctorat de 3e cycle en mathématiques, elle enseigne successivement à l’université d'Amiens (jusqu’en 1983) puis à l’École polytechnique (de 1988 à 2002). Elle soutient en 1990 une thèse de doctorat d’État en histoire des sciences et philosophie des sciences, sur Augustin Louis Cauchy et l’École française à l'université de Nantes. Elle est directrice de recherche au CNRS, au Centre Alexandre Koyré, et enseigne à l’École des hautes études en sciences sociales de 1998 à sa retraite, et à l’université libre de Bruxelles en 2008.

## Activités

### Histoire des sciences
Amy Dahan a mené des travaux dans des domaines très divers: histoire des mathématiques dont elle propose un parcours grand public dans son livre Une histoire des mathématiques: routes et dédales, co-écrit avec Jeanne Peiffer, histoire de la physique mathématique, histoire de l’algèbre et de la notion de groupe, études de mathématiciens à travers leurs théories et leur place dans la société, notamment Joseph-Louis Lagrange, Pierre-Simon de Laplace, Cauchy, Sophie Germain, ou encore Jacques-Louis Lions. Elle s'intéresse aussi au rôle des sciences dans la Seconde Guerre mondiale et la guerre froide, à la représentation et images de la scientificité, la place des femmes dans les sciences, aux interactions des mathématiques avec les autres disciplines, à l'histoire de leur enseignement (notamment durant la période révolutionnaire, au XXe siècle et dans les grandes écoles).

### Autour du climat
Depuis le début des années 2000, son intérêt se porte sur  l’étude du chaos déterministe et la science du désordre et sur la modélisation. Au centre Alexandre-Koyré, elle dirige une équipe pluridisciplinaire s'intéressant aux aspects scientifiques, politiques et épistémologiques du changement climatique. Elle a rédigé et supervisé la publication de plusieurs rapports d’observation issus des conférences internationales sur le climat (COP, Conference Of Parties), les « arènes climatiques ».
Elle mène des recherches sur ce qu'elle estime être un « schisme de réalité » entre la réalité de la destruction de l’environnement et les expertises scientifiques qui, selon elle, sépare ce qui lui semble être un immobilisme de la gouvernance d'une part, et la dégradation massive et inexorable du climat, d’autre part. Elle déplore également ce qu’elle appelle « l’enclavement du climat », estimant que le détraquement climatique n’est traité au niveau international que dans ces conférences annuelles, alors que « des décisions impactant le climat sont prises dans toutes les instances internationales, alors que, selon elle, la gouvernance du changement climatique devrait être polycentrique et s’exercer à plusieurs échelons.
Elle remarque que les scientifiques du  GIEC, pour rédiger le résumé à l'intention des décideurs, se trouvent dans une situation intenable du fait de l'exigence de consensus de tous les pays, à devoir combiner l'alarmisme et le "tout est encore possible".

## Publications

### Ouvrages
- (Avec Jeanne Peiffer) Une histoire des mathématiques. Routes et Dédales, Éditions vivantes, Paris, 1982  (ISBN 978-2731041125).
- (Avec Jean Dhombres, C. Houzel, Rudolf Bkouche et Hélène Guillemot) Mathématiques au fil des âges, Gauthier-Villars, Paris, 1987.
- (co-dir. avec J-L. Chabert et K. Chemla), Chaos et déterminisme, Le Seuil, coll. « Points-Science », Paris, 1992.
- Mathématisations : Augustin-Louis Cauchy et l'École française, Paris, Éditions du Choix / Blanchard, 1992, 460 p.  (ISBN 2909028100).
- (co-dir. avec Bruno Belhoste et Antoine Picon), La Formation polytechnicienne, 1794-1994, Paris, Dunod, 1994
- (co-dir. avec Bruno Belhoste, Dominique Pestre et Antoine Picon) La France des X, Paris, Dunod, 1995
- (Co-éd. avec U. Bottazzini) Changing Images in Mathematics. From the French Revolution to the new Millenium, Routledge, London & New York, 2001.
- (co-dir. avec Dominique Pestre ) Les sciences pour la guerre, 1940-1960, Presses de l’EHESS, Paris, 2004.
- Jacques-Louis Lions, Un mathématicien d’exception entre recherche, industrie et politique, La Découverte, Paris, 2005.
- (Dir.) Les modèles du futur. Changement climatique et scénarios économiques : enjeux politiques et économiques, La Découverte, Paris, 2007.
- (Avec Stefan Aykut) Gouverner le climat ? 20 ans de négociations climatiques, Presses de Sciences Po, 2015, 752 p.

### Articles et chapitres
- « Résolubilité des équations par radicaux et premier mémoire d’Évariste Galois », in Présence d’Évariste Galois, Publication de l’APMEP, 1982.
- « Sophie Germain », Pour La Science, octobre 1988.
- « Lagrange, La méthode critique du mathématicien-philosophe », Introduction et appareil critique aux Leçons de Lagrange, in Jean Dhombres (dir.), Les Leçons à l’École normale de l’an III, t. 1, Les leçons de mathématiques : Lagrange, Laplace et Monge, Dunod, Paris, 1992.
- « Lagrange, La science classique, XVIe-XVIIIe siècle », in Dictionnaire critique, sous la dir. de M. Blay et R. Halleux, Flammarion, Paris, 1998.
- Avec Dominique Pestre, « Le renouveau scientifique de l’École polytechnique », in Le Paris des polytechniciens. Des ingénieurs dans la ville (catalogue de l’exposition), 1994.
- « Laplace », in Dictionnaire d’histoire et de philosophie des sciences, sous la dir. de Dominique Lecourt, Paris, PUF, 1999
- « La Mathématisation (1780-1830) », et coordination du numéro spécial de la Revue d’histoire des sciences, XLII/1-2, 1989
- Avec J.-L. Chabert, « Poincaré, le précurseur », La Recherche, n° spécial «La science du désordre», mai 1991
- « Sophie Germain », in Scientific American, vol. 265, no 6, déc. 1991
- « L’Institut Courant, bastion des mathématiques appliquées », La Recherche, n° spécial «300 ans de sciences», juillet 1997
- (dir), « Des nuages ou des horloges », « Un monde moins stable qu’il n’y paraît » et « Comment l’ordinateur transforme les sciences », Cahiers de science et vie, octobre 1999
- « Le chaos a-t-il engendré une révolution scientifique ? », La Recherche, janvier 2000
- « La Tension nécessaire : Les savoirs scientifiques entre universalité et localité », Alliage, n° spécial «Dialogue transculturel», novembre 2001.
- « La théorie du chaos, une révolution ? », La Recherche, hors série «10 ans de recherche», novembre 2002.
- « Changement climatique global. Quels consensus scientifiques ? Quels enjeux politiques ? », Mouvements, novembre 2004.
- « Changement climatique : l’hybridation des logiques scientifiques et des logiques politiques », Science & Avenir, hors série «Le réchauffement climatique», mars 2007.
- « Changement climatique, une expertise entre science et politique », Revue d’histoire du CNRS, 2007.
- « L’ascension des pays du Sud dans les négociations climatiques », entretien avec Jean-Paul Gaudillière, Mouvements, 20 novembre 2009, [lire en ligne].
- « Entre Poznan et Copenhague : le régime climatique au milieu du gué », Natures, sciences, sociétés, no 17, 2009.
- Avec Stefan Aykut :
  - « Le régime climatique avant et après Copenhague : sciences, politiques et l'objectif des deux degrés » », Natures Sciences Sociétés, vol. 19, no 2,‎ 2011, p. 144-157 (lire en ligne, consulté le 29 avril 2020).
  - « De Rio 1992 à Rio 2012. Vingt ans de négociations climatiques : quel bilan ? Quel rôle pour l’Europe ? Quels futurs ? », rapport pour le Centre d’analyse stratégique, novembre 2012.
- «Du schisme de réalité au schisme de la décarbonation : le système international est-il capable d'atténuer les risques climatiques globaux », échange avec Marine de Guglielmo Weber et Marc Verzeroli, La Revue internationale et stratégique, no 131, automne 2023, p. 69-82.